# Leptoceletes basalis

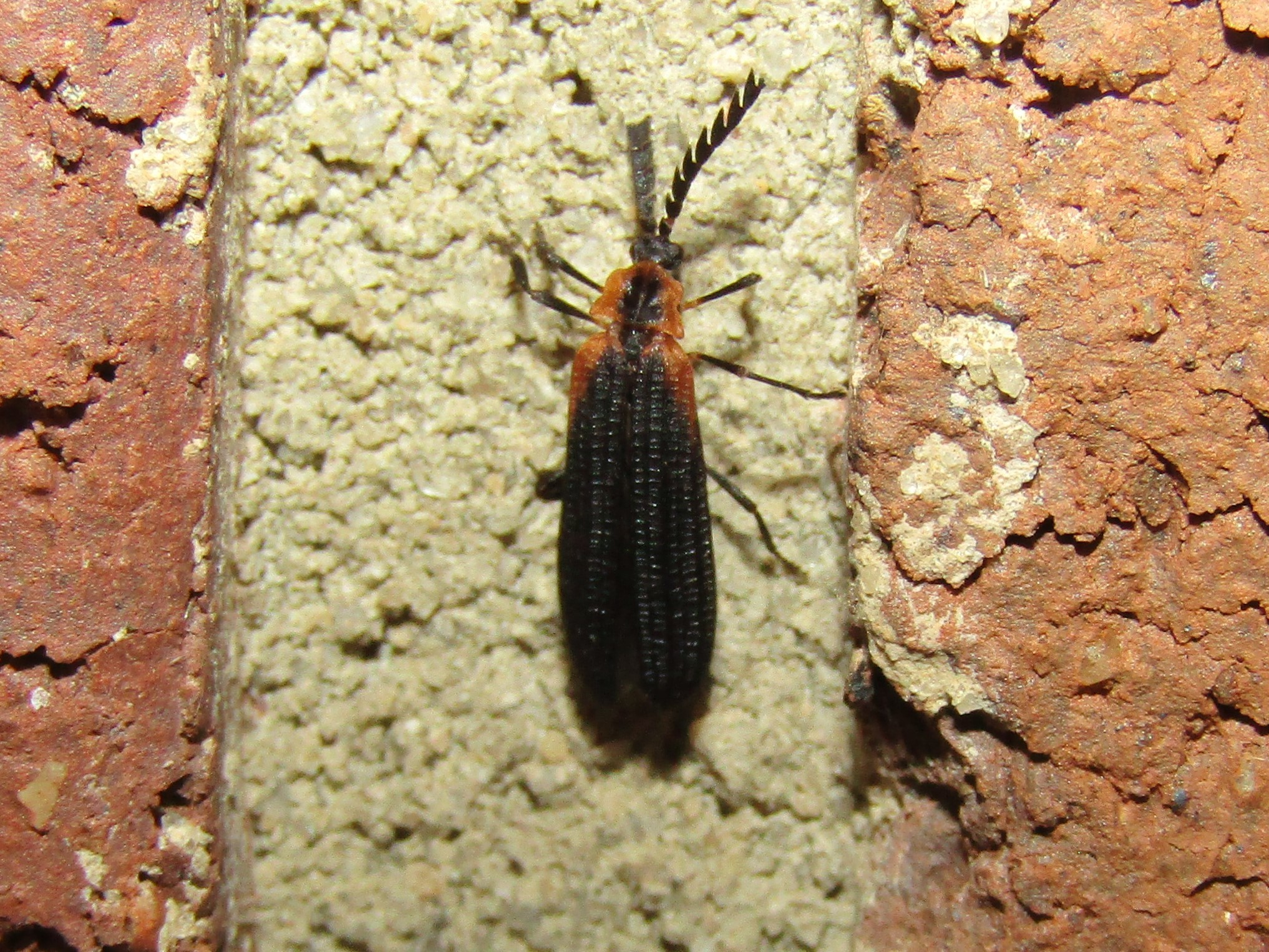
Foto de un Leptoceletes basalis

Leptoceletes basalis es un género de escarabajos. Fue descrito por primera vez por Leconte en 1847. Leptoceletes basalis pertenece al género Leptoceletes y a la familia Lycidae.
Se encuentra distribuido en América del Norte.

## Descripción
L. basalis mide entre 6,5 a 9 milímetros (0,3 a 0,4 plg). Es de color negro con la excepción de los lados del pronoto y parches de los Ángulos elitrales que son de color marrón.